# Le Clan des Siciliens
Le Clan des Siciliens is een Frans-Italiaanse film van Henri Verneuil die uitgebracht werd in 1969.
De film is gebaseerd op de gelijknamige roman uit 1967 van Auguste Le Breton.
Verneuil slaagde erin Jean Gabin, Alain Delon en Lino Ventura, drie erg populaire sterren in die tijd, eenmalig samen te brengen in deze politiefilm. De prent behaalde enorm veel succes. In 1969 stond ze op de derde plaats van de Franse kaartverkoop. De film was ook een van de eerste niet-Italiaanse films waarvoor Ennio Morricone de filmmuziek schreef en luidde zo de Franse filmmuziekcarrière van Morricone in. Zijn karakteristieke muziek en het lied van Dalida scoorden eveneens erg goed aan de kassa. Met Verneuil werkte Morricone in totaal zes keer samen.

## Samenvatting
Tijdens zijn transport van de rechtbank naar de gevangenis slaagt de misdadiger Roger Sartet erin te ontsnappen met de hulp van Vittorio Manalese, het hoofd van de 'clan des Siciliens'. In de gevangenis heeft Sartet een beveiligingsexpert leren kennen die meegewerkt heeft aan een belangrijke juwelententoonstelling in de Villa Borghese in Rome. Sartet stelt Manalese een vermetel plan voor : de peperdure maar uitstekend beveiligde juwelen stelen. Ze stellen al gauw vast dat de diefstal in de Villa Borghese niet mogelijk is en ze besluiten de Boeing die de juwelencollectie naar New York zal overbrengen te kapen.

## Rolverdeling
| Acteur                | Personage                |
| --------------------- | ------------------------ |
| Jean Gabin            | Vittorio Manalese        |
| Alain Delon           | Roger Sartet             |
| Lino Ventura          | commissaris Le Goff      |
| Irina Demick          | Jeanne Manalese          |
| Amedeo Nazzari        | Tony Nicosia             |
| Yves Lefebvre         | Aldo Manalese            |
| Marc Porel            | Sergio Manalese          |
| Danielle Volle        | Monique Sartet           |
| Philippe Baronnet     | Luigi                    |
| César Chauveau        | Roberto                  |
| Karen Blanguernon     | Thérèsa                  |
| Elisa Cegani          | Maria Manalese           |
| Sydney Chaplin        | Jack                     |
| Gérard Buhr           | de inspecteur            |
| Raoul Delfosse        | Léoni                    |
| Edward Meeks          | de boordcommandant       |
| Sally Nesbitt         | Mme Evans                |
| André Thorent         | Bourdier                 |
| André Pousse          | G. Malik                 |
| Jacques Duby          | Raymond Rovel            |
| Yves Brainville       | de onderzoeksrechter     |
| Christian de Tillière | Jean-Marie Balard        |
| Leopoldo Trieste      | Turi, de postzegelexpert |
| Sabine Sun            | Simone                   |
| Roger Lumont          | mijnheer Albert          |
| Steve Eckhardt        | inspecteur Wilson        |